# Pedro Ferrer (Fußballspieler)
Pedro Ferrer Mula (* 22. Januar 1908 in Havanna) ist ein ehemaliger kubanischer Fußballspieler.

## Karriere

### Vereine
Ferrer kam in den Spieljahren 1935 und 1938 für Iberia Havanna in der Campeonato Nacional de Fútbol de Cuba, der höchsten Spielklasse im kubanischen Fußball, zu Punktspielen. 

### Nationalmannschaft
Nachdem die Nationalmannschaft Kubas in der Qualifikation für die Weltmeisterschaft 1934 in Italien in der Gruppe 11, für Nord- und Mittelamerika an der Nationalmannschaft Mexikos  in der Runde 2 gescheitert war, ereilte Ferrer und seine Mannschaft das Glück – ohne ein Qualifikationsspiel bestritten zu haben – das erste Mal bei einer Weltmeisterschaft vertreten zu sein. Die US-amerikanische Nationalmannschaft, Mitbewerber in Gruppe A, verzichtete auf eine Spielaustragung gegen Kuba, sowie alle vier Nationalmannschaften, die in Gruppe B gesetzt waren. Zum Aufgebot für die WM-Endrunde gehörend, kam Ferrer einzig am 12. Juni 1938 im Stade du Fort Carré von Antibes vor 7000 Zuschauern bei der 0:8-Niederlage gegen die Nationalmannschaft Schwedens zum Einsatz.

## Erfolge
- Teilnehmer an der Weltmeisterschaft 1938